# Wspólnota gruntowa

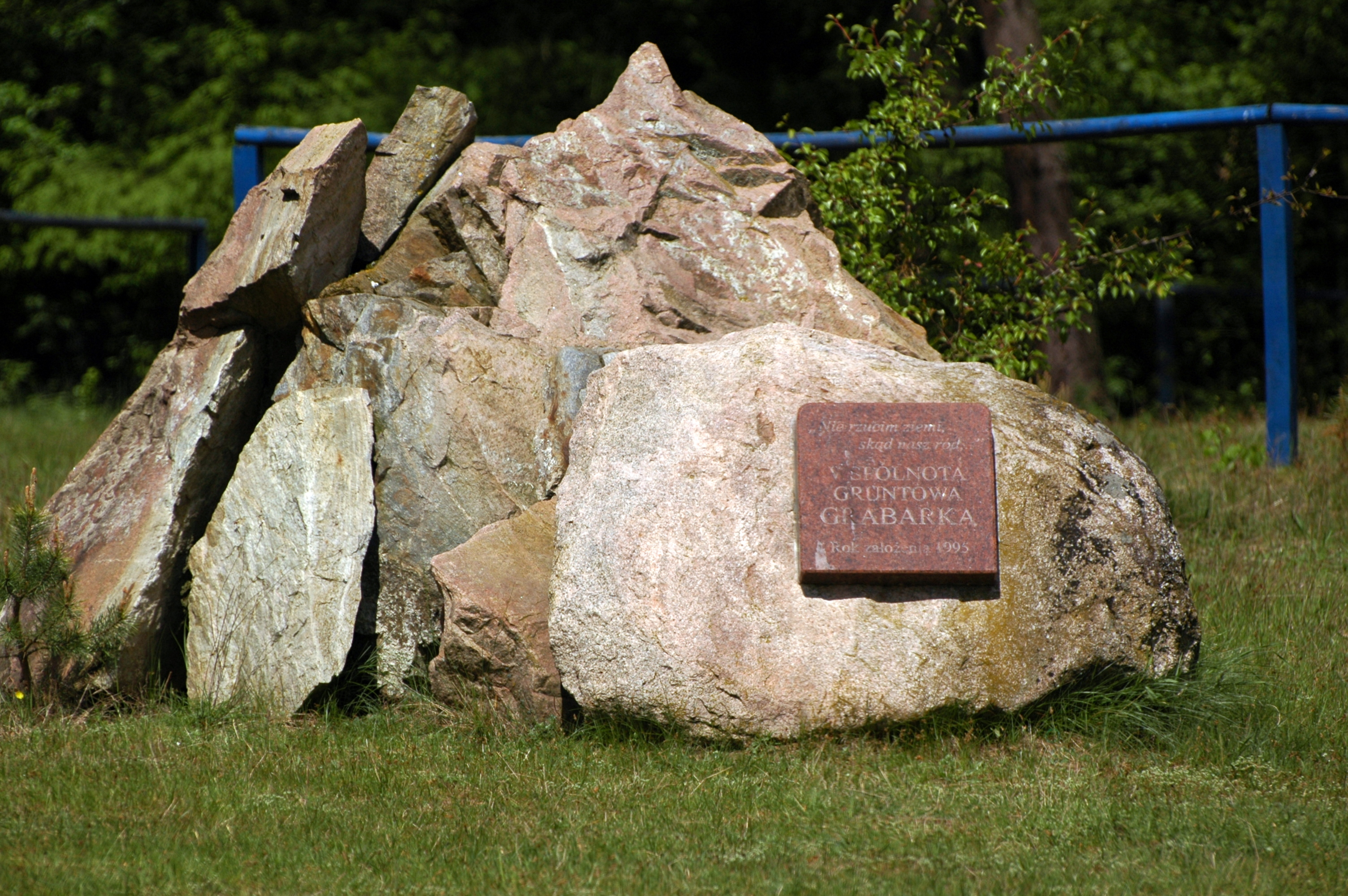
Wspólnota gruntowa w Grabarce

Wspólnota gruntowa – w obecnym polskim prawie cywilnym, nieruchomość stanowiąca przedmiot współwłasności o pewnych szczególnych cechach. Jej istotą jest uprawnienie do korzystania ze wspólnego gruntu (wykazy imienne uprawnionych włościan w danej wsi to tabele nadawcze i tabele likwidacyjne w Królestwie Polskim).

## Historia
W XIX wieku na ziemiach polskich dokonał się proces likwidacji feudalnej własności podzielonej. Dokonano tego przez tzw. uwłaszczenia, czyli poprzez nadanie jednolitej własności dotychczasowym właścicielom użytkowym. Problematyczny okazał się wówczas los gruntów pozostających we wspólnej własności użytkowej (i wspólnym użytkowaniu) włościan całej jednostki osadniczej (wsi, osady, zaścianka) bądź nawet kilku takich jednostek. Problem takich gruntów rozwiązywano na dwa sposoby:
- przyznając jednolitą własność jednemu podmiotowi i ustanawiając na rzecz pozostałych służebności gruntowe,
- pozostawiając grunt we współwłasności mieszkańców danej wsi jako wspólnotę gruntową.

Jeden i drugi sposób były półśrodkami, rodzącymi sytuacje skomplikowane pod względem prawnym, często niejasne i ze swej natury raczej prowizoryczne. Stosowano je, bo pozwalały zachować dotychczasową gospodarkę ziemią i uniknąć konfliktów społecznych przy zawłaszczaniu gruntów (które miały miejsce np. w Anglii na początku XIX w. podczas tzw. grodzeń).

### Służebności gruntowe
Służebności gruntowe powstałe w trakcie uwłaszczeń można było zlikwidować w miarę łatwo, znosząc je w zamian za wynagrodzenie dla dotychczasowych uprawnionych. Ostatecznie dokonano tego za II Rzeczypospolitej na mocy dwóch rozporządzeń Prezydenta Rzeczypospolitej z 1 lutego 1927:
- o zniesieniu służebności w województwie kieleckiem, lubelskiem, łódzkiem, warszawskiem i w zachodniej części województwa białostockiego[1],
- o zniesieniu służebności w województwie wołyńskiem, poleskiem, nowogródzkiem, wileńskiem i we wschodniej części województwa białostockiego[2].

### Wspólnoty gruntowe
Wspólnot gruntowych nie można było tak łatwo likwidować, a to zarówno ze względu na silniejszy charakter prawa własności, jak i na komplikacje wynikające z dziedziczenia uprawnień. Zmierzające do tego przepisy były wydawane jeszcze pod koniec XIX w. przez państwa zaborcze. Później odpowiednie regulacje wprowadzono w wymienionych wyżej rozporządzeniach. Wreszcie przed samą II wojną światową pojawiła się ustawa z 4 maja 1938 o uporządkowaniu wspólnot gruntowych.
Ustawa ta nie definiowała wspólnoty gruntowej, natomiast szczegółowo określiła rodzaje gruntów uznawane za wspólne oraz sposób zagospodarowania i rozporządzania takimi gruntami. Jako podstawowy sposób postępowania z gruntami wspólnymi ustawa z 1938 ustanowiła zniesienie wspólności przez podział tych gruntów w naturze (jeśli stać było włościan na wynajęcie geometry, geodety na podział gruntów). Wyjątkowo tylko dopuszczano pozostawienie gruntów wspólnych we współwłasności, jednak również wtedy wymagano zamiany wspólnoty na „zwykłą” współwłasność z ustalonymi udziałami w częściach ułamkowych. Do zarządzania gruntami nie podzielonymi można było powoływać specjalne spółki [np. Spółka Ziemska lub Wspólnota Leśna]. Zagospodarowanie wspólnoty gruntowej (łąki, nieużytki gruntowe, pastwiska, lasy) następowało w postępowaniu administracyjnym, prowadzonym przez administrację powiatową i wojewódzką.

## Współcześnie
Kolejnym, i jak dotąd ostatnim, aktem prawnym dotyczącym wspólnot gruntowych jest ustawa z 29 czerwca 1963 o zagospodarowaniu wspólnot gruntowych.
Ustawa ta, najwyraźniej ze względów ideologicznych (forsowanie kolektywnego władania ziemią), diametralnie zmieniła zasady postępowania ze wspólnotami gruntowymi w porównaniu do poprzednich zapisów prawa. Podział wspólnoty gruntowej stał się niedopuszczalny. Od 1989 roku do chwili obecnej konsekwencją zakazu podziału wspólnoty gruntowej jest wyłączenie zastosowania wobec niej przepisów prawa cywilnego o zniesieniu współwłasności. W praktyce oznacza to, że wniosek o zniesienie współwłasności wspólnoty gruntowej sąd oddali jako niedopuszczalny z mocy samego prawa. 

### Spółka dla zagospodarowania wspólnoty gruntowej
Zamiast tego przewidziano obowiązek utworzenia spółki dla jej zagospodarowania, będącej osobą prawną rejestrowaną przez starostę. W razie niepowołania takiej spółki przez samych uprawnionych winien powołać ją z urzędu właściwy wójt. Spółka dla zagospodarowania wspólnoty gruntowej może rozporządzić całą wspólnotą (m.in. poprzez przeznaczenie na cele społeczne lub publiczne – istniały wątpliwości, czy chodzi o przeniesienie własności czy coś innego). Czynności spółki podlegają kontroli wójta. Ograniczono również swobodę obrotu udziałami we wspólnocie gruntowej – zbycie udziału może nastąpić tylko na rzecz innego uprawnionego lub osoby posiadającej gospodarstwo rolne we właściwej wsi (zachowany numer tabeli likwidacyjnej lub tabeli nadawczej; ten numer z tabeli występuje w aktach notarialnych i księgach hipotecznych w Królestwie Polskim, II Rzeczypospolitej 1918-1939, Polski Ludowej 1944-1989, III Rzeczypospolitej). Jedynym sposobem likwidacji wspólnoty pozostaje więc zbycie całości wspólnego gruntu. To zaś władna jest zrobić tylko spółka. Tymczasem utworzenie spółki graniczy dziś z niemożliwością, ponieważ w wyniku dziedziczenia liczba uprawnionych sięga czasem wielkiej liczby osób, zamieszkałych często z dala od danego gruntu, zarówno na terenie całej Polski, jak i za granicą. Jeżeli spółka dla zagospodarowania wspólnoty gruntowej nie została powołana – co ze względu na trudność ustalenia uprawnionych jest częste – wówczas nie ma podmiotu uprawnionego do reprezentowania wspólnoty jako uczestnika postępowania o stwierdzenie zasiedzenia, przez co prowadzenie tego postępowania jest w rzeczywistości uniemożliwione.

### Problemy i zaprojektowane rozwiązania
Wskutek przeszkód opisanych powyżej, wspólnoty gruntowe faktycznie pozostają dobrami martwej ręki. Nawet nabycie gruntu należącego do wspólnoty gruntowej w sposób pierwotny – przez zasiedzenie – stało się niemożliwe.
Znowelizowana ustawa o zagospodarowaniu wspólnot gruntowych, która weszła w życie od 1 stycznia 2016 roku, zakłada m.in. przekształcanie wspólnot gruntowych we współwłasność, co umożliwi zakładanie ksiąg wieczystych oraz opodatkowanie i sprzedaż tych gruntów.  Nowe przepisy pozwalają na ustalenie, które nieruchomości stanowią wspólnoty gruntowe bądź mienie gromadzkie, a także - kto może korzystać ze wspólnoty i jakie przysługują mu udziały w gruntach wspólnotowych. Umożliwi to wydawanie decyzji administracyjnych, w których będą wskazani uprawnieni do korzystania ze wspólnoty gruntowej i zostanie określona wielkość przysługujących im udziałów.